# Puente la Reina de Jaca
Pour les articles homonymes, voir Puente la Reina (homonymie), Puente la Reina et Jaca (homonymie).
Puente la Reina de Jaca est une commune d'Espagne dans la communauté autonome d'Aragon, province de Huesca. Elle regroupe les villages de Puente la Reina de Jaca, Santa Engracia de Jaca et Javierregay.

## Géographie
Le territoire de la commune se situe dans le massif montagneux des Pyrénées :
| \| Puente la Reina de Jaca \| Géolocalisation sur la carte des Pyrénées |
| Puente la Reina de Jaca                                                 |

Administrativement la localité se trouve au nord de l'Aragon dans la comarque de Jacetania.

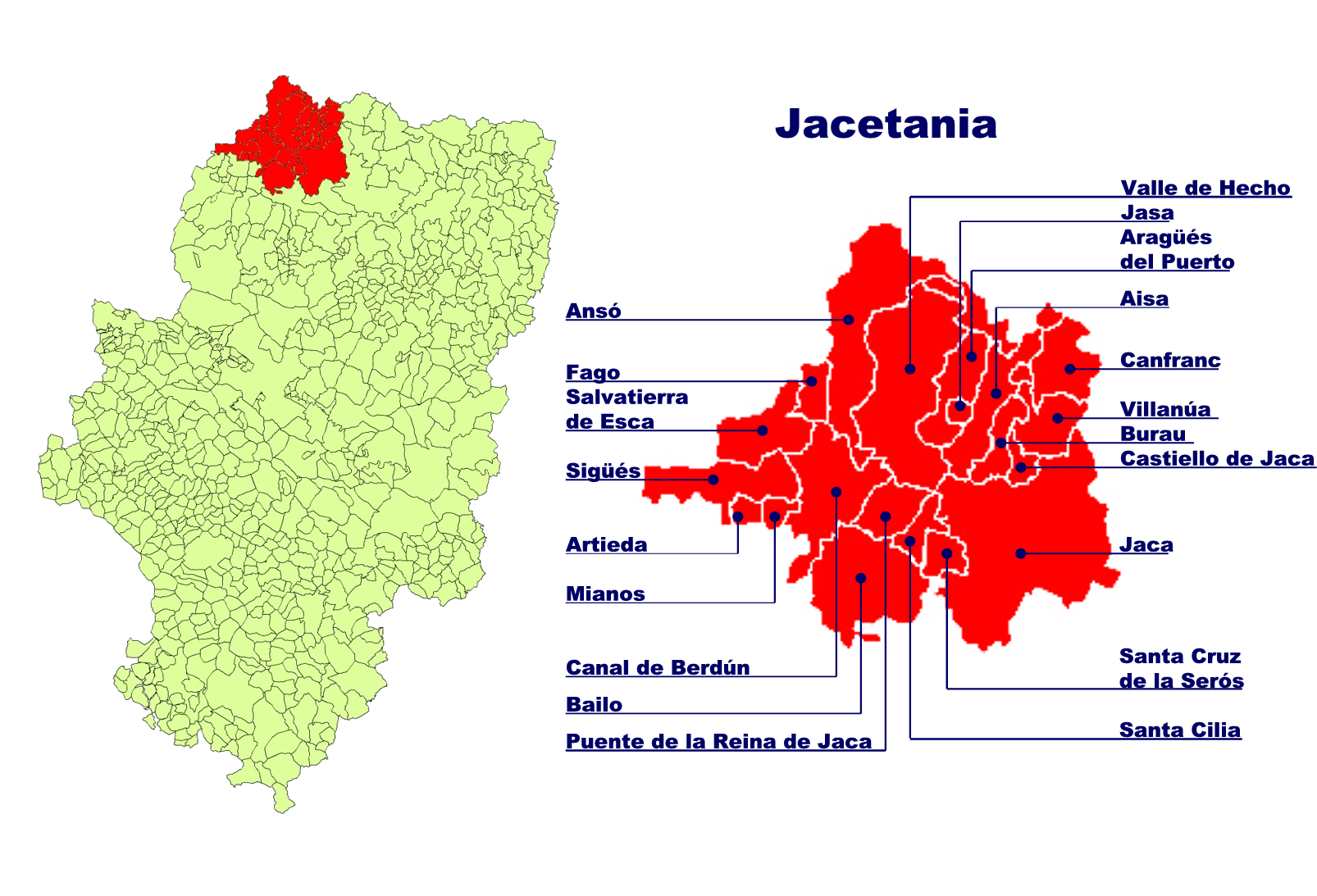
Territoire des communes en la comarque de la Jacetania (zone rouge, reste de l'Aragon en vert clair)

Localités limitrophes : À compléter

## Administration
| Période | Période | Identité               | Étiquette | Qualité |
| ------- | ------- | ---------------------- | --------- | ------- |
| 1979    | 1983    |                        |           |         |
| 1983    | 1987    |                        |           |         |
| 1987    | 1991    |                        |           |         |
| 1991    | 1995    |                        |           |         |
| 1995    | 1999    |                        |           |         |
| 1999    | 2003    |                        |           |         |
| 2003    | 2007    |                        |           |         |
| 2007    | 2011    | José Miguel Pérez Pozo |           |         |

## Démographie
| Évolution démographique | Évolution démographique | Évolution démographique | Évolution démographique | Évolution démographique | Évolution démographique | Évolution démographique | Évolution démographique | Évolution démographique | Évolution démographique | Évolution démographique | Évolution démographique | Évolution démographique | Évolution démographique | Évolution démographique | Évolution démographique | Évolution démographique | Évolution démographique |
| 1842                    | 1857                    | 1860                    | 1877                    | 1887                    | 1897                    | 1900                    | 1910                    | 1920                    | 1930                    | 1940                    | 1950                    | 1960                    | 1970                    | 1981                    | 1991                    | 2001                    | 2007                    |
| ----------------------- | ----------------------- | ----------------------- | ----------------------- | ----------------------- | ----------------------- | ----------------------- | ----------------------- | ----------------------- | ----------------------- | ----------------------- | ----------------------- | ----------------------- | ----------------------- | ----------------------- | ----------------------- | ----------------------- | ----------------------- |
| ..                      | ..                      | ..                      | ..                      | ..                      | ..                      | ..                      | ..                      | ..                      | ..                      | ..                      | ..                      | ..                      | ..                      | 320                     | 295                     | 262                     | 226                     |